# Quantité estimée

Symbole de la quantité estimée.

La quantité estimée (en anglais : estimated value) est une notion, introduite par des directives de la CE (aujourd’hui l’UE), concernant l'harmonisation (rapprochement des législations) et l’étiquetage des produits préemballés des États membres (en volume ou en masse).
Le symbole utilisé pour représenter la quantité estimée est le glyphe ‹ ℮ ›.
Dérivé de la lettre minuscule « e » (un raccourci pour « estimée » – ou estimated), c'est le signe typographique qui a pour point de code U+212E dans le standard Unicode. En français dans ce standard, il y est nommé « symbole de quantité estimée ».
Ce symbole indique le respect des directives européennes. Il est apposé sur l’emballage, à côté de la mention du volume ou de la masse. La dimension minimale de l'empreinte est imposée dans les directives.
Cela concerne :
- les volumes de liquide, de 0,05 à 5 litres ;
- les masses et volumes (autres que liquides), de 5 g à 10 kg ou de 5 ml à 10 l ;
- les produits emballés en l'absence de l'acheteur, et tels que la quantité est fixée et ne peut être modifiée ;
- les masses et volumes dans des gammes précisées, selon les produits, par ces directives.

Ces directives précisent les conditions de mesure, et les erreurs maximales tolérées.
| Table de tolérance d'erreurs négatives | Table de tolérance d'erreurs négatives |
| -------------------------------------- | -------------------------------------- |
| Quantité nominale en g ou ml           | Erreur négative tolérable              |
| 5–50                                   | 9 %                                    |
| 50–100                                 | 4,5 g ou ml                            |
| 100–200                                | 4,5 %                                  |
| 200–300                                | 9 g ou ml                              |
| 300–500                                | 3 %                                    |
| 500–1000                               | 15 g ou ml                             |
| 1000–10000                             | 1,5 %                                  |

## Obtenir le symbole ℮ au clavier
Le symbole éventuellement peut être obtenu par:
| Apple Macintosh   | sur Palette de caractères, recherchez ESTIMATED SYMBOL,                                         |
| HTML              | &#8494; ou &#x212e;                                                                             |
| Microsoft Windows | Touche Alt + 212E                                                                               |
| Microsoft Word    | U+212e                                                                                          |
| LibreOffice.org   | « Insertion - Caractères spéciaux »                                                             |
| TeX               | \textestimated (tel que défini dans le fichier utf8enc.dfu de la distribution de base de LaTex) |
| Unicode           | U+212e                                                                                          |
| XML               | inconnu                                                                                         |